# Molino dei Torti
Molino dei Torti és un municipi situat al territori de la província d'Alessandria, a la regió del Piemont (Itàlia).
Limita amb els municipis d'Alzano Scrivia, Casei Gerola, Castelnuovo Scrivia, Guazzora i Isola Sant'Antonio.